# Брайтхорн (Пеннинские Альпы)
Брайтхо́рн (нем. Breithorn) — гора в Пеннинских Альпах, на границе Швейцарии и Италии, недалеко от Маттерхорна. Её высота — 4164 метров над уровнем моря.
Брайтхорн, в соответствии с перечнем UIAA, имеет пять вершин:
- Западный Брайтхорн (4165 м, самая высокая и простая для восхождения);
- Центральный Брайтхорн (4159 м);
- Восточный Брайтхорн-Близнец (4106 м);
- Западный Брайтхорн-Близнец (4139 м);
- Роччиа Нера (итал. Roccia Nera, нем. Schwarzfluh, 4075 м).

Ближайший населённый пункт — деревни Церматт (нем. Zermatt, Швейцария) и Брой-Червиния (Breuil-Cervinia, Италия).

## Альпинизм
Брайтхорн — один из наиболее лёгких для восхождения альпийских вершин высотой более 4000 метров над уровнем моря, благодаря тому, что на расположенную рядом вершину Малый Маттерхорн проведена линия канатной дороги, переносящая горовосходителя на высоту более 3820 м.
Стандартный маршрут подъёма на вершину проходит сначала по плато закрытого ледника, а затем по западной части снежно-ледового склона с южной стороны горы, крутизна которого не превышает 35°. Однако, на гребне Брайтхорна может быть снежный карниз (надув), нависающий на северную сторону (в сторону Церматта), что может представлять потенциальную опасность. Более опытные альпинисты могут предпочесть простому подъёму траверс вершин.
Первовосхождение на Западный Брайтхорн было совершено 13 августа 1813 года Генри Мейнардом (англ. Henry Maynard) с группой местных проводников (Joseph-Marie Couttet, Jean Gras, Jean-Baptiste Erin, Jean-Jacques Erin).
На Центральный Брайтхорн первым поднялся 19 июля 1900 года Э. Хан (E. Hahn).
Восточный Брайтхорн был впервые покорён 16 августа 1884 года Джоном Стэффордом Андерсеном (J.Stafford Anderson).

## Галерея

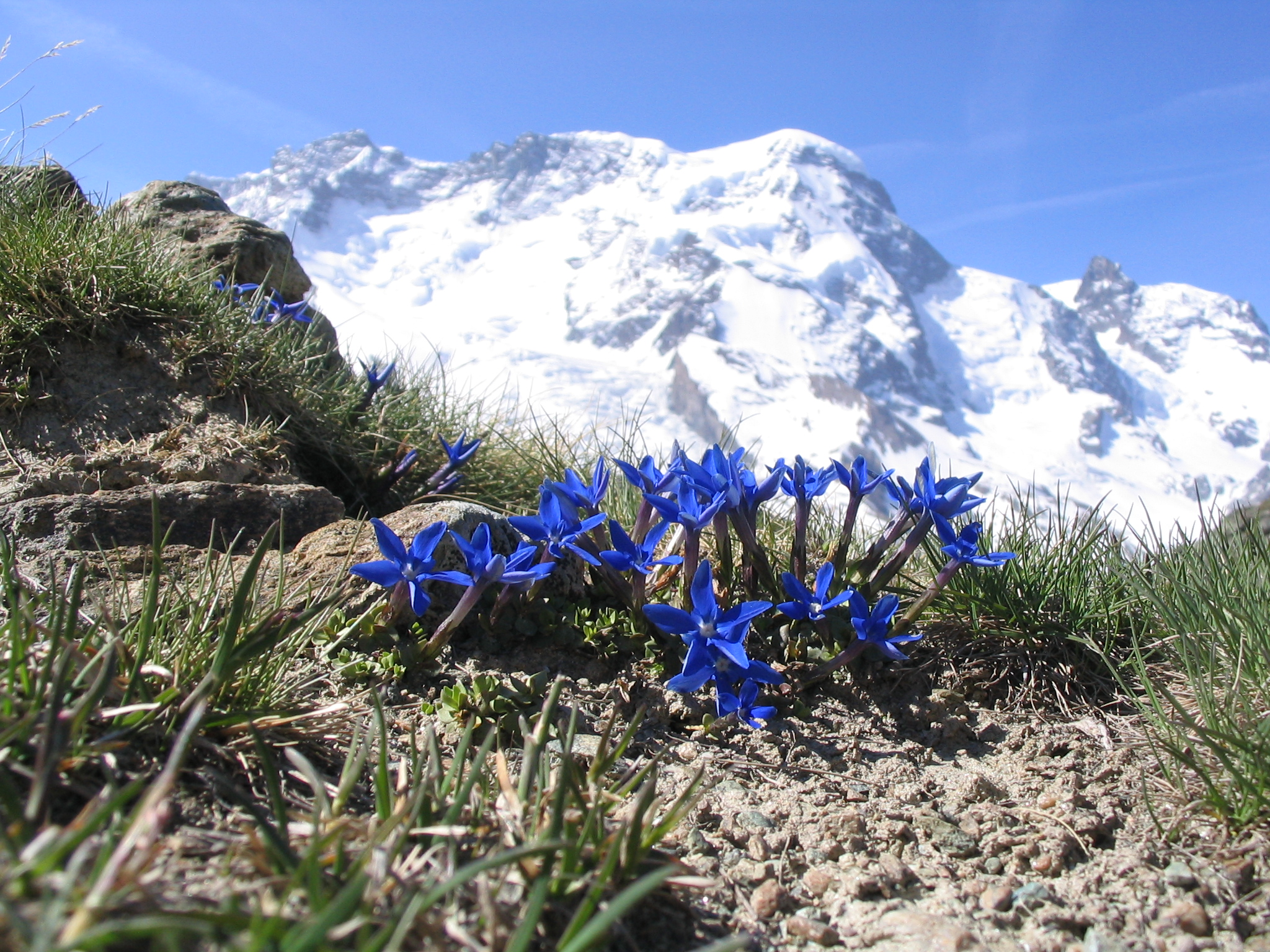
Брайтхорн с цветами горечавки на переднем плане